# Rolf Larcher
Rolf Larcher (ur. 9 czerwca 1934 w Meilen, zm. 5 marca 2024) – szwajcarski wioślarz, brązowy medalista olimpijski.
Wystąpił na igrzyskach olimpijskich w Rzymie w 1960, gdzie wspólnie z Ernstem Hürlimannem zdobył brązowy medal w dwójkach podwójnych. W wyścigu finałowym o 3,09 sekundy wyprzedziła ich osada Czechosłowacji, a o 0,10 sekundy lepsza była osada ZSRR. Był to jego jedyny start olimpijski oraz jedyny medal zdobyty na imprezie międzynarodowej.
Sześciokrotnie zdobywał mistrzostwo Szwajcarii w jedynkach i dwójkach podwójnych.